# Bogdan Ziółkowski
Bogdan Ziółkowski (ur. 1952 w Unisławiu, zm. 2009) – polski historyk.

## Życiorys
Ukończył studia historyczne na Uniwersytecie Mikołaja Kopernika w Toruniu. W 1992 roku uzyskał stopień doktora nauk humanistycznych w dyscyplinie nauki o polityce w Polskim Instytucie Spraw Międzynarodowych na podstawie pracy pt. Polityka państw afrykańskich wobec RPA. 
Był pracownikiem naukowym Wyższej Szkoły Humanistyczno-Ekonomicznej we Włocławku. 
Należał jako członek do Włocławskiego Towarzystwa Naukowego, Polskiego Towarzystwa Turystyczno-Krajoznawczego oraz komitetu redakcyjnego Włocławskiego Słownika Biograficznego. Pod koniec życia pełnił także funkcję prezesa Zarządu Włocławskiego Oddziału Polskiego Towarzystwa Historycznego.
W 2008 roku piastował funkcję przewodniczącego zespołu redakcyjnego monografii Oddziału Kujawskiego Polskiego Towarzystwa Turystyczno-Krajoznawczego.
Był jednym z redaktorów książek Kazimierz Wielki oraz niepospolici z Kowala i okolic: słownik biograficzny (Lega Oficyna Wydawnicza Włocławskiego Towarzystwa Naukowego, Kowal: Włocławek, 2006; ISBN:8360150117) oraz Piotr Tylicki oraz niepospolici z Kowala i okolic: słownik biograficzny, kalendarium (Lega Oficyna Wydawnicza Włocławskiego Towarzystwa Naukowego, Kowal: Włocławek, 2008; ISBN:9788391760574). 
W dorobku miał ponad 20 artykułów naukowych i 30 popularnonaukowych.
Zmarł w 2009 roku. Został pochowany na cmentarzu komunalnym w Pińczacie (sektor: 15/ rząd: 4/ grób: 5).

## Wybrana bibliografia autorska
- Konflikty zbrojne we współczesnej Afryce: stan obecny na tle historycznym: zarys (Wydawnictwo Adam Marszałek, Toruń, 2003; ISBN:8373226850)
- Kujawski Związek Polityczno-Literacki i Kujawskie Stowarzyszenie Społeczno-Literackie na Kujawach wschodnich w latach okupacji niemieckiej 1939-1945: (działalność i losy konspiratorów) (Fundacja "Archiwum i Muzeum Pomorskie Armii Krajowej oraz Wojskowej Służby Polek", Toruń, 2006; ISBN:9788388693168)
- Polska Podziemna na Kujawach wschodnich i ziemi dobrzyńskiej w latach 1939-1945 (Wydawnictwo Adam Marszałek, Toruń, 2008; ISBN:9788374418959)
- Tajne nauczanie i konspiracyjna działalność kulturalna na Kujawach wschodnich i w ziemi dobrzyńskiej (powiat lipnowski) w latach 1939-1945 (Lega Oficyna Wydawnicza Włocławskiego Towarzystwa Naukowego, Włocławek, 2006; ISBN:8360150222)
- Włocławek: kalendarium dziejów miasta (Lega Oficyna Wydawnicza Włocławskiego Towarzystwa Naukowego, Włocławek, 2003; ISBN:8388115685)